# 彭乔·库巴丁斯基
彭乔·佩内夫·库巴丁斯基（羅馬化：Pencho Penev Kubadinski，1918年7月27日—1995年5月22日），是保加利亚共产党中央政治局委员、保加利亚运输部部长、建筑部部长，托多尔·日夫科夫二战时期的战友。

## 荣誉
- 季米特洛夫格勒荣誉市民（1967年）[3]
- 格奥尔基·季米特洛夫勋章
- 社会主义劳动英雄（保加利亞人民共和國）
- 友谊勋章（捷克斯洛伐克社会主义共和国，1988年7月12日）[4]